# Lezo (Spanyolország)
Lezo település Spanyolországban, Gipuzkoa tartományban. Lezo Pasaia, Hondarribia, Irun, Oiartzun és Errenteria községekkel határos. Lakosainak száma 6012 fő (2024).

## Népesség
A település népessége az utóbbi években az alábbiak szerint változott:
| Lakosok száma | 5853 | 5920 | 5945 | 6003 | 6028 | 6007 | 5960 | 6122 | 6062 | 6012 |
|               | 2001 | 2004 | 2006 | 2009 | 2011 | 2014 | 2016 | 2019 | 2021 | 2024 |